# 塔巴里斯坦

塔巴里斯坦地圖

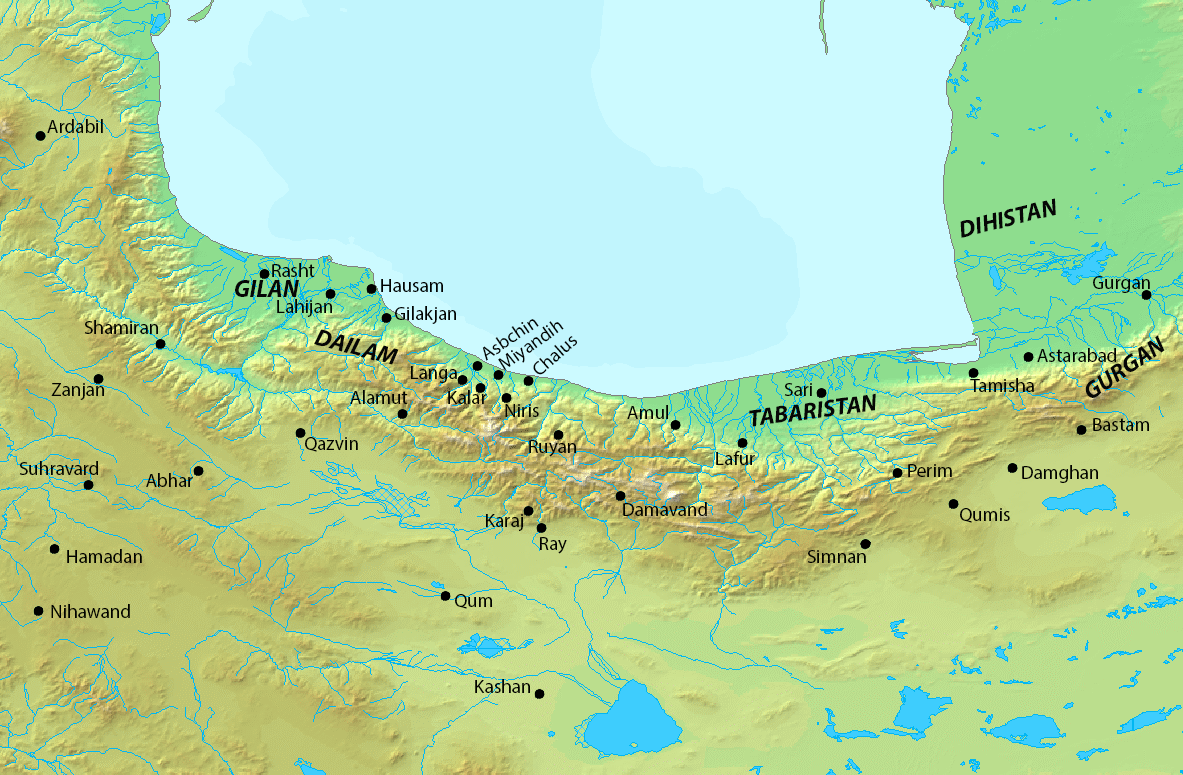
北部伊朗地圖

塔巴里斯坦（现代波斯语：‎，罗马化：Ṭabarestān；马赞德兰语：تبرستون，罗马化：Tabarestun；二者都源自中古波斯語，罗马化：Tapur(i)stān），又譯泰百里斯坦，《新唐书》译作“陀拔思单”，是伊朗历史上的一个地区，为里海南岸厄尔布尔士山脉的南北山麓，大致相当于今马赞德兰省，但也包括吉兰省、戈勒斯坦省及塞姆南省的部分土地。

## 早期歷史
另請參見：古裏海人

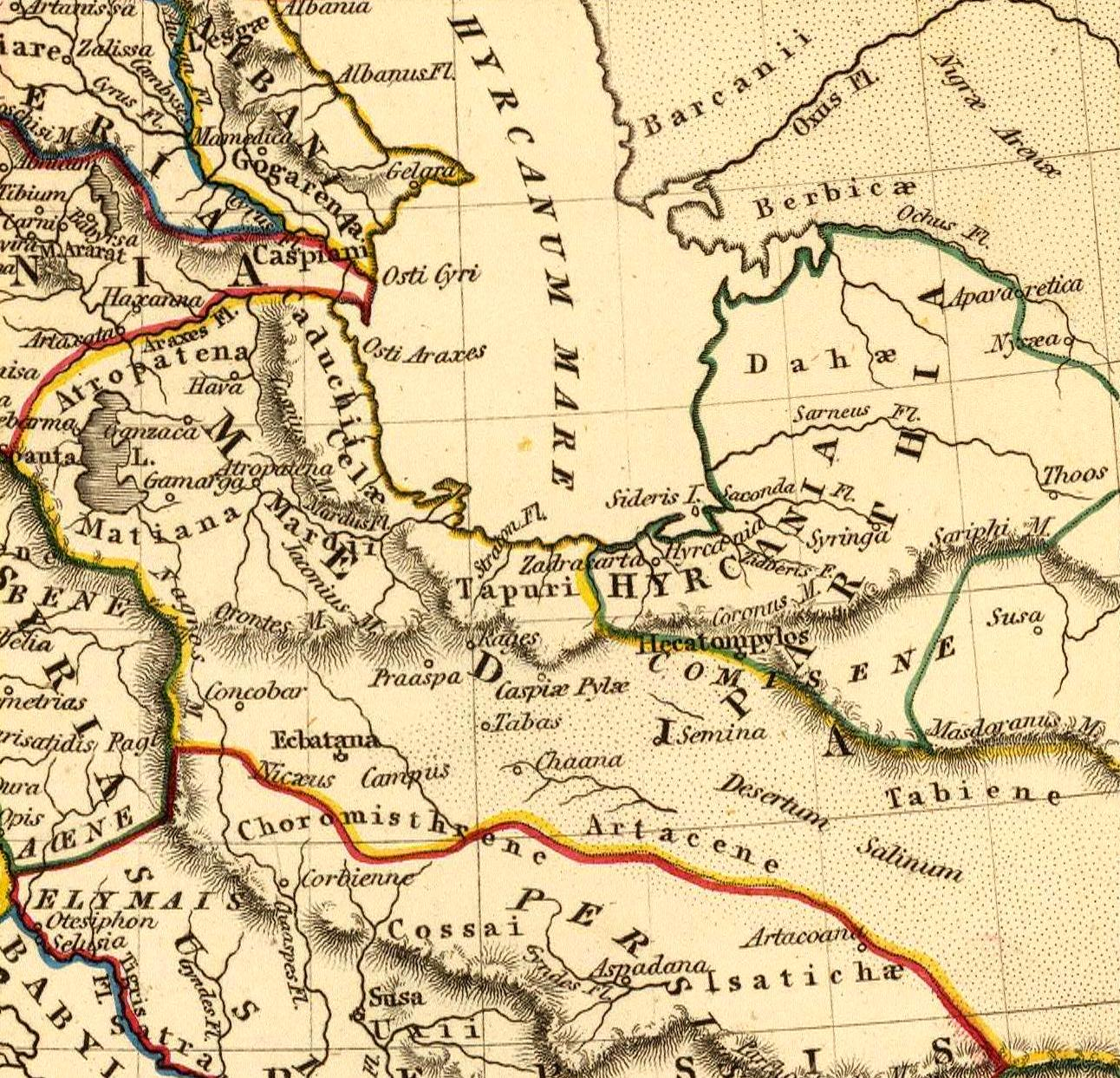
塔普里 (Tapuri) 的位置，在 吉蘭省 和 希尔卡尼亚 (古代行省) 之间

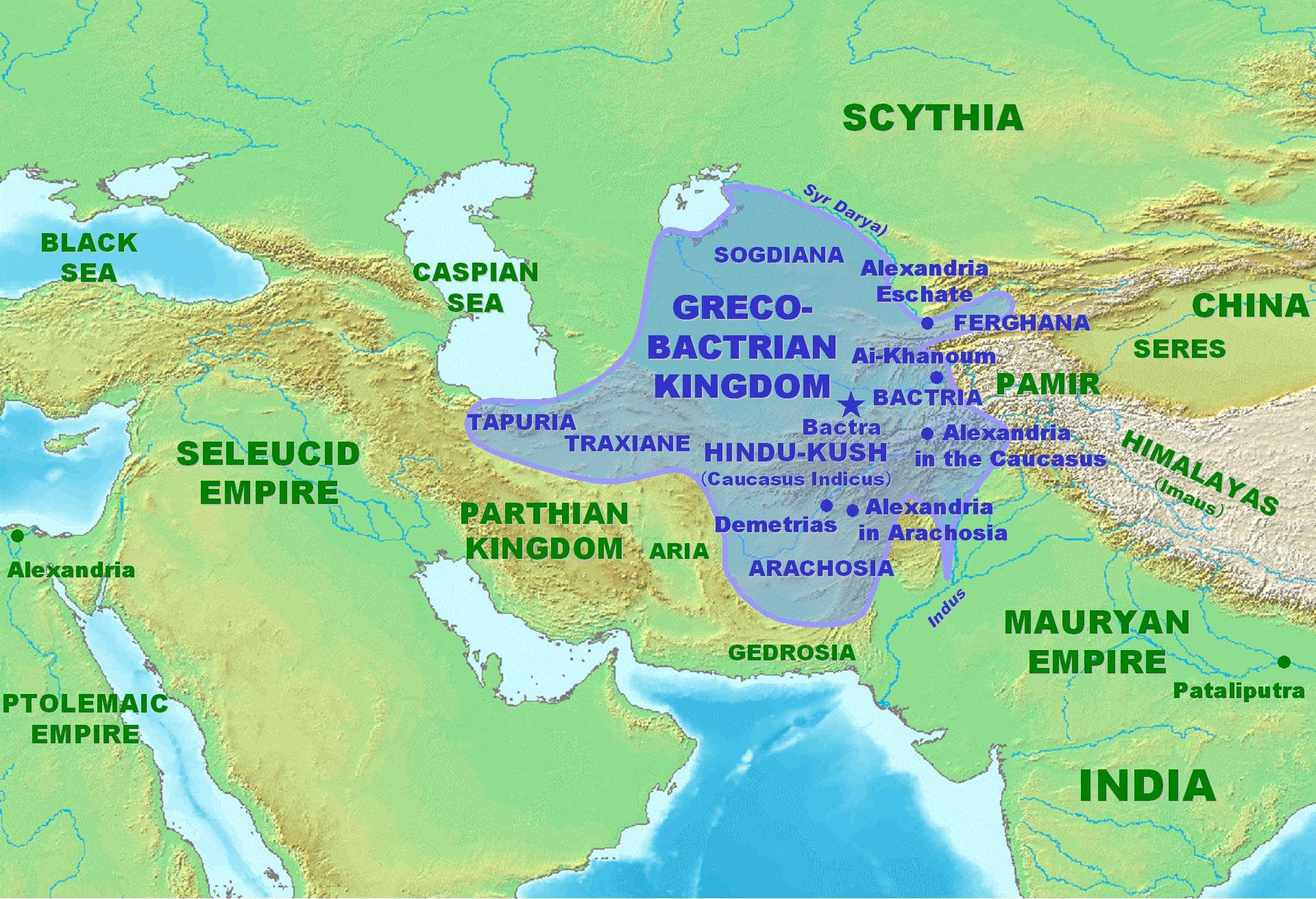
希腊巴克特里亚王国地图，塔普里亚明显位于里海南岸

塔巴里斯坦在阿契美尼德王朝时代属于希尔卡尼亚省。在后来的塞琉古帝国和阿尔沙克王朝时期，看起来塔巴里斯坦并没有被这些政权有效控制，而是接近独立的。
據信阿瑪蒂人是現代馬贊德蘭和吉蘭所在地區的最早居民。他們那時建立的一個偉大的王國叫希爾卡尼亞王國（約在公元前第一個千年之內），建都在 Sadracarta（靠近現代的薩里市（Sari，現今馬贊德蘭省的省會）。王國的版圖之大，以致幾個世紀以來裏海被稱為希爾卡尼亞海洋。第一個已知的王朝是法拉塔王朝（Faratatians），他們在公元年代開始前在這裡統治了幾個世紀。在安息帝國崛起的期間，許多阿瑪蒂人被迫流放到厄爾布爾士山脈的南坡，即今天被稱為瓦拉明和加姆薩爾的地方，而塔巴里人（他們當時居住在今天以北是亞涅赫·薩爾，和以南是沙赫魯德之間的地方）在這個地區就取代了阿瑪蒂人。
在當地的古什那派王朝（Gushnaspian dynasty）時期，很多人都接受基督教的信仰。公元418年，塔普里亞曆法（也稱裏海曆法，屬於太陽曆，與亞美尼亞曆法類似），被制定與使用。古什那派王朝統治這個地區，直到528年，經過長時間的戰爭後，薩珊王朝國王卡瓦德一世終於擊敗了最後的古什那派王朝國王，將之消滅。
塔普里 (Tapuri) 或 塔皮里 (Tapyri) 是托勒密和阿里安提到的里海以南米底斯的一个部落。   克特西亚斯 指的是位于 卡杜西 (Cadusii) 和 希尔卡尼亚 (古代行省) (Hyrcania) 两地之间的 塔普里(Tapuri) 土地。
在不同的历史时期，塔普里人的名称和可能的居住地似乎已经沿着从亚美尼亚到阿克萨斯河东侧的广阔国家空间延伸。 斯特拉波 将他们放置在里海门和 Rhagae 旁边，在帕提亚或在 德比斯 (Derbices) 和 希尔卡尼亚 (古代行省) (Hyrcani) 之间，或者与 Amardi 和里海南岸的其他人一起； 其中最后一个观点 昆圖斯·庫爾提烏斯·魯福斯、狄奥尼修斯 和 老普林尼 可以被认为是一致的。托勒密在一处将他们视为米底部落并在另一处将他们归于马吉亚纳。 他们的名字写在不同的作者有一些差异；因此 Τάπουροι 和 Τάπυροι 出现在斯特拉博；普林尼和库尔提斯的塔普里； Τάπυρροι 在斯蒂芬。 B. sub voce 毫无疑问，现在的 塔巴里斯坦 (Taberistán) 地区的名字来源于他们。 爱莲 对居住在媒体的塔普里人进行了特殊的描述。

## 中世紀

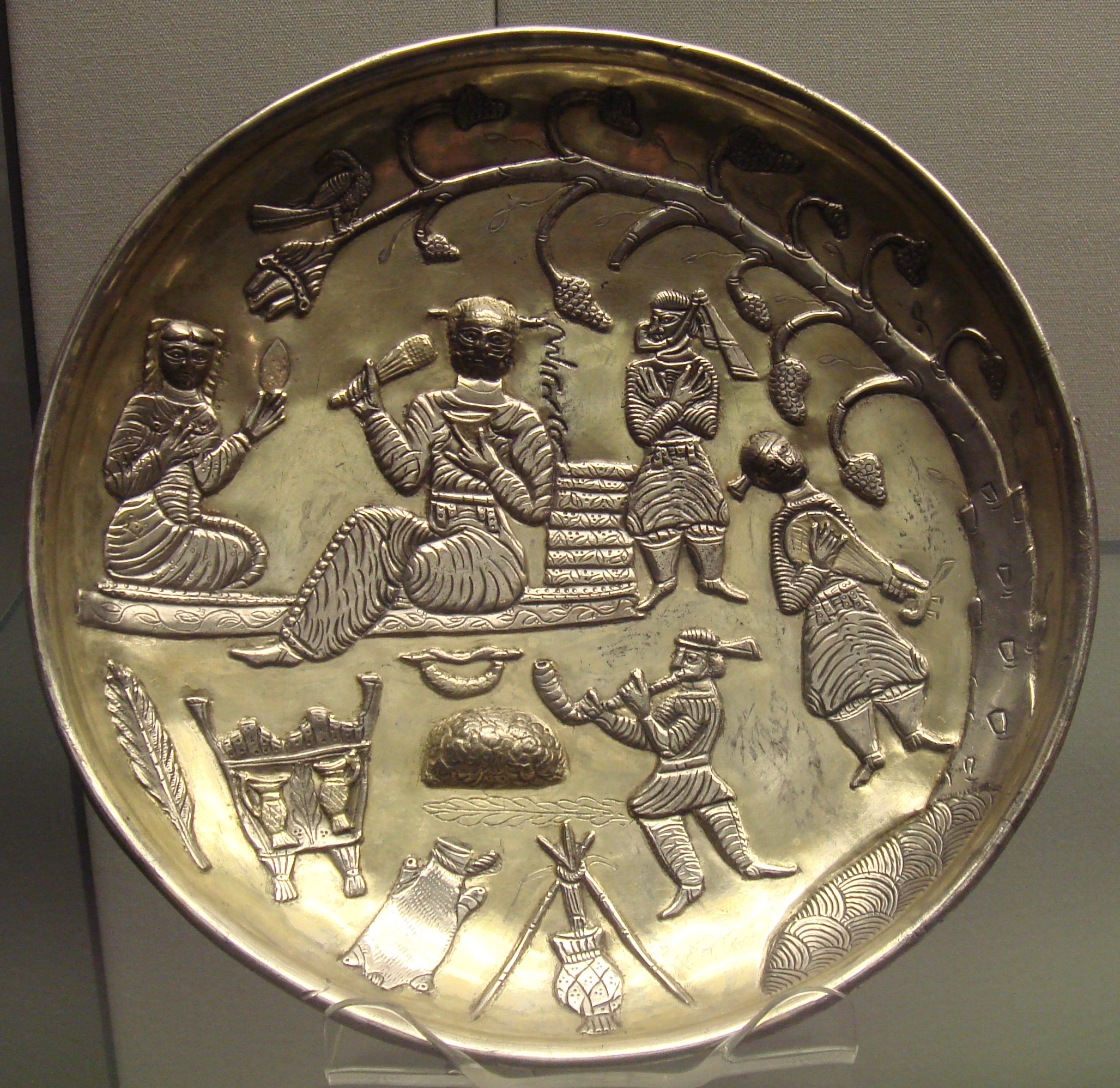
塔巴里斯坦的鍍銀盤，約公元7到8世紀。這種工藝傳統始於薩珊王朝，在阿拉伯伊斯蘭侵入後仍繼續保留。盤中靠坐者旁邊有中古伊朗語文字。大英博物館收藏。

在6世纪上半叶，萨珊王朝的卡瓦德一世真正把并入波斯帝国；然而，萨珊王朝是通过本地王公来间接统治的。萨珊王朝陷落後，其末代君主伊嗣俟三世逃至塔巴里斯坦，意圖借強悍的马赞德兰人抵抗阿拉伯人的入侵。在633年—651年间，萨珊王朝被阿拉伯帝国相继吞灭后，塔巴里斯坦再次成为一个独立的王国，由本地的一个王朝统治。该王朝定都于阿莫勒。在这一时期，当地的一些商人来到了中国，因而在中国古籍中出现了该国的名字。在中国史书中，塔巴里斯坦被写为“陀拔思单”，「在疏勒西南二萬五千里，東距勃達國，西至涅滿國，皆一月行，南至羅刹支國半月行，北至海兩月行。」。在這時期，當地人改信拜火教。
塔巴里斯坦的独立地位至少维持到761年，在那以后，765年為伊期蘭勢力攻佔，然後开始由阿拉伯帝国派来的总督亲自统治。
从钱币学看来，第一任阿拉伯总督是奥马尔·伊本·阿拉，然而他的统治始于771年，关于761年至771年的形势，仍缺少足够证据。关于独立时期的塔巴里斯坦的王公们，几乎完全依靠他们发行的钱币来进行考证，因而没有一个清晰的世系关系。这一时期塔巴里斯坦发行的钱币上使用巴列维字母，并且继续在币面上刻印萨珊王朝的最后一个强大的国王霍斯劳二世的头像。
後來，什葉派扎伊迪派阿拉菲德王朝在塔巴里斯坦建立，塔巴里斯坦仍然獨立於哈里發政權。
薩珊王朝滅亡前，它的末代君王伊嗣俟三世在公元645年下令當地統治者阿達哈·瓦拉什，割讓該領地，給予名為吉爾·加夫巴拉的斯帕巴德，吉蘭西部和南部，以及吉爾·加夫巴拉領地的其他部分合併為Tapuria。公元647年，他選擇阿莫勒作為合併的Tapuria（United Tapuria）的首都。吉爾·加夫巴拉的王朝在吉蘭被稱為Gavbareh，在Tapuria東部則被稱為達布依王朝。
馬贊德蘭人（Mazandaranis）和吉蘭人（Gilaks）是伊朗人中最早與阿拉伯伊斯蘭教作戰對抗的群體。塔巴里斯坦是伊斯蘭對波斯的征服歷程中，最後被征服的部分，他們的抵抗維持直到761年為止（參見塔巴里斯坦的庫爾希德），當地統治者成為阿拔斯王朝的附庸。 即使在此之後，塔巴里斯坦仍基本上不受阿拔斯王朝哈里發的直接控制，並進行了無數次權力鬥爭和叛亂。
例如，在9世紀初期，一個信奉瑣羅亞斯德教，名為馬茲雅的人發動叛亂，控制了塔巴里斯坦，迫害當地的穆斯林，直到839年他最終被處決為止（請參考卡倫文德王朝）。之後，這個地區被巴文德王朝所統治，巴文德王朝以居於後續幾個帝國，有塞爾柱帝國、花剌子模王朝和蒙古帝國的附庸國的身份在當地統治。塔巴里斯坦地區很快獲得了大批什葉派的跟隨者，到900年，在阿拉菲德王朝時期建立了信奉什葉派下的支系宰德派的王國。
在公元930年，一位信奉瑣羅亞斯德教名叫馬爾達維季的軍事統帥建立了齊亞爾王朝，並短暫征服了波斯北部大部分地區，然後他在935年被出賣並被殺害。齊亞爾王朝繼續統治塔巴里斯坦的大部分地區，直到公元1090年滅亡為止。
當達布依王朝控制裏海低地時，索赫拉依人（Sokhrayans）則統治了山區。卡倫文德王朝的文德·荷姆茲統治這個地區約50年，直到1034年。公元1125年（這年馬爾達維季被施以詭計遭刺殺）之後，大批當地人皈依伊斯蘭教終於得以實現，這不是靠阿拉伯阿拔斯王朝哈里發的王權，而是靠伊瑪目派遣的傳教士努力的結果。

## 現代
在萨非王朝的沙阿阿拔斯一世於1596年併吞其母親的祖家時，塔巴里斯坦一直都維持其相對獨立的地位。萨非王朝的吞併，令到原來國內的亞美尼亞人、格魯吉亞人、庫爾德人及突厥人湧至塔巴里斯坦定居。這情況一直維持到現在，令現代的塔巴里斯坦至餘下其高峰期時最北部的小部分地區。
Tapuria（塔巴族的土地）一直保持獨立，直到公元1596年，當時母親為馬贊德蘭人的阿拔斯一世將馬贊德蘭併入他的薩法維王朝版圖內，迫使許多亞美尼亞人、切爾克斯人、喬治亞人、庫爾德人和卡扎爾土耳其人移往馬贊德蘭定居。一位義大利音樂作曲家皮耶特羅·德拉·瓦勒於1618年到馬贊德蘭比羅茲科夫附近的一個小鎮參觀，他指出，馬贊德蘭的婦女從不戴面紗，很大方地與外國人交談。他還指出，該地區有大量的切爾克斯人和喬治亞人，他從未遇到過像馬贊德蘭人那樣斯文的人。
今天，波斯帝國，法爾斯，在裏海邊的馬贊德蘭，和帝國的許多其他地方都住了不少喬治亞人，和切爾克斯人。他們當中的大多數人直到今天仍然是基督徒，但是以非常原始的方式來從事信仰，因為他們既沒有神父也沒有牧師來引導他們。
—皮耶特羅·德拉·瓦勒
薩法維王朝時期之後，卡扎爾王朝的阿迦·穆罕默德·汗在1782年將馬贊德蘭併入，然後從馬贊德蘭往南征服。1782年3月21日，阿迦·穆罕默德·汗宣布薩里為他的帝國首都。由於薩里是當年戰爭熱點，導致後來皇帝法特赫-阿里沙·卡扎爾將首都從薩里遷移到德黑蘭。